# Academia Indiana de Ciências
A Academia Indiana de Ciências de Bangalore foi fundada pelo físico indiano e ganhador do Prêmio Nobel C. V. Raman, e foi registrada como sociedade em 27 de abril de 1934. Inaugurada em 31 de julho de 1934, começou com 65 bolsistas fundadores. A primeira assembleia geral de Bolsistas, realizada no mesmo dia, elegeu Raman como presidente e adotou a constituição da Academia.

## Objetivos
Os objetivos da Academia são:
- Promover o progresso nos ramos da ciência pura e aplicada.
- Incentivar pesquisas importantes em diversos ramos da ciência.
- Representar o trabalho científico da Índia internacionalmente.
- Publicar trabalhos relativos à investigação científica iniciada pela Academia, Academias Provinciais, Universidades e Instituições Científicas Governamentais.
- Organizar reuniões de Comitês e Conferências para discussão de trabalhos submetidos à Academia.
- Aconselhar o Governo e outros órgãos sobre assuntos científicos e outros encaminhados à Academia.

## Publicações
A primeira edição dos Anais da Academia apareceu em duas seções em julho de 1934. Eles foram divididos em dois em julho de 1935 - uma parte dedicada às ciências físicas e outra às ciências da vida. Em 1973, as publicações da Academia foram divididas em vários periódicos voltados para disciplinas científicas específicas.